# أندريس بونس
أندريس بونس (بالإسبانية: Andrés Ponce)‏ (11 نوفمبر 1996 بماراكايبو في فنزويلا - ) هو مدرب كرة قدم ولاعب كرة قدم فنزويلي في مركز الهجوم. شارك مع منتخب فنزويلا تحت 17 سنة لكرة القدم ومنتخب فنزويلا تحت 20 سنة لكرة القدم ومنتخب فنزويلا لكرة القدم. أما مع النوادي، فقد لعب مع أنجي محج قلعة وديبورتيفو تاشيرا ونادي أولهانينسي ونادي سامبدوريا ونادي ليفورنو وLlaneros Escuela de Fútbol ‏.

## وصلات خارجية
- أندريس بونس على موقع قاعدة بيانات كرة القدم.إي يو (الإنجليزية)
- أندريس بونس على موقع ناشيونال فوتبول تيمز (الإنجليزية)
- أندريس بونس على موقع Soccerway.com (الإنجليزية)
- أندريس بونس على موقع عالم كرة القدم.نت (الإنجليزية)
- أندريس بونس على موقع AS.com (الإسبانية)